# Rồng rộc vàng
Rồng rộc vàng (danh pháp khoa học: Ploceus hypoxanthus) là một loài chim trong họ Ploceidae.
Loài này được tìm thấy ở Campuchia, Indonesia, Lào, Myanmar, Thái Lan và Việt Nam. môi trường sống tự nhiên của chúng là đồng cỏ nhiệt đới hoặc cận nhiệt đới ẩm ướt theo mùa hoặc ngập đất thấp, đầm lầy và đất canh tác. Loài này bị đe dọa do mất môi trường sống.

## Phân loài, chủng
- P. h. chryseus Hume, 1878: Từ trung Myanmar tới nam Đông Dương.
- P. h. hypoxanthus (Sparrman, 1788): Sumatra và Java.